# Pasažieru vilciens
Pasažieru vilciens (Passagertog; forkortet PV) er et statsejet jernbaneselskab, og det eneste af slagsen som udfører passagertransport i Letland. Selskabet kører både med elektriske- og dieseltog på forskellige strækninger i landet. PV etableredes i november 2001 ved at sammenlægge tre statsejede virksomheder, og dermed skabe Latvijas dzelzceļš' første datterselskab. Siden oktober 2008 er PV et selvstændigt statsligt ejet aktieselskab. PV driver i alt 12 toglinjer – fire er elektrificerede og otte køres med dieseltog, med virksomhedens hovedoperationsbase i hovedstaden Riga. I 2010 havde PV 1.014 ansatte.